# Федово (Охонское сельское поселение)
Федово — деревня в Пестовском муниципальном районе Новгородской области. Входит в состав Охонского сельского поселения. По всероссийской переписи населения 2010 года население деревни — 51 человек (23 мужчины и 28 женщин).
Площадь территории деревни — 33,2 га. Федово находится на правом берегу Меглинки, на высоте 141 м над уровнем моря, в 5 км к юго-западу от Охоны, с севера от автодороги Р8.

## История
До 1888—1889 гг. Федово было центром Охоно-Федовской волости Устюженского уезда Новгородской губернии, но волостной центр был тогда перенесён из Федова в Барсаниху и была образована Барсанихская волость, а Федово стало относиться к Охонско-Острачевсой волости, которая с 1904—1906 гг. стала вызываться Охонской волостью. В 1902 году в деревне была выстроена новая деревянная часовня с иконостасом. В списке населённых мест Устюженского уезда Новгородской губернии за 1909 год деревня Федово указана, как относящаяся к Охонской волости (2-го стана, 4-го земельного участка). Население деревни Федово, что была на земле Федовского сельского общества, — 310 жителей: мужчин — 149, женщин — 161, число жилых строений — 100; тогда в деревне была часовня и имелся хлебозапасный магазин. Затем с 10 июня 1918 года до 31 июля 1927 года в составе Устюженского уезда Череповецкой губернии, затем центр Федовского сельсовета Пестовского района Череповецкого округа Ленинградской области. Население деревни Федово в 1928 году — 370 человек. По постановлению ЦИК и СНК СССР от 23 июля 1930 года Череповецкий округ был упразднён, а район перешёл в прямое подчинение Леноблисполкому. По Указу Президиума Верховного Совета СССР от 5 июля 1944 года Пестовский район был передан из Ленинградской области во вновь образованную Новгородскую область. Решением Новгородского облисполкома № 359 от 8 июня 1954 года Федовский сельсовет был упразднён, а деревня вошла в состав Охонского сельсовета. Во время неудавшейся всесоюзной реформы по делению на сельские и промышленные районы и парторганизации, в соответствии с решениями ноябрьского (1962 года) пленума ЦК КПСС «о перестройке партийного руководства народным хозяйством» с 10 декабря 1962 года был образован, в числе прочих, крупный Пестовский сельский район на территории Дрегельского, Пестовского и Хвойнинского районов, а 1 февраля 1963 года административный Пестовский район в числе прочих был упразднён. Пленум ЦК КПСС, состоявшийся 16 ноября 1964 года восстановил прежний принцип партийного руководства народным хозяйством, после чего Указом Верховного Совета РСФСР от 12 января 1965 года сельские районы были преобразованы вновь в административные районы и решением Новгородского облисполкома № 6 от 14 января 1965 года Охонский сельсовет и деревня вновь в составе Пестовского района.
С принятием закона от 6 июля 1991 года «О местном самоуправлении в РСФСР» была образована Администрация Охонского сельсовета (Охонская сельская администрация), затем Указом Президента РФ № 1617 от 9 октября 1993 года «О реформе представительных органов власти и органов местного самоуправления в Российской Федерации» деятельность Охонского сельского Совета была досрочно прекращена, а его полномочия переданы Администрации Охонского сельсовета. По результатам муниципальной реформы, с 2005 года деревня входит в состав муниципального образования — Охонское сельское поселение Пестовского муниципального района (местное самоуправление), по административно-территориальному устройству подчинена администрации Охонского сельского поселения Пестовского района. В 2012 году Новгородская областная дума (постановлением № 50-5 ОД от 25.01.2012) постановила уведомить Правительство Российской Федерации об упразднении в числе прочих Охонского сельсовета Пестовского района.